# Tōru Kitajima
Tōru Kitajima (北嶋 徹 Kitajima Tōru?,  Tokio, Japón, 23 de diciembre de 1982), también conocido bajo su nombre artístico de TK, es un cantante, guitarrista, pianista y compositor japonés, vocalista de la banda de rock Ling Tosite Sigure. En 2011 decidió crear su propio proyecto como solista, bajo el nombre de TK from Ling Tosite Sigure. Colaboró con Aimer, Boom Boom Satellites, entre otros.

## Biografía
En 2011, TK debutó con su primer DVD limitado [[Film a moment]], que vino con un libro de fotos. El 27 de junio de 2012, lanzó su primer álbum "flowering", contó con las 2 últimas canciones del DVD "film a moment", junto con siete nuevas pistas y un escondite adicional. Pista titulada "sound_am326". La versión limitada contó con un DVD de estudio en vivo de las pistas seleccionadas del álbum dirigido por P.B. Anderson. Sus primeros músicos de soporte son BOBO de Miyavi Crew y Hidekazu Hinata de Nothing's Carved in Stone aparecen en el álbum.
El 5 de marzo de 2014, lanzó su primer miniálbum "contrast", su versión limitada vino con un DVD grabado en el Rock in Japan Festival del 2013. El 23 de julio lanzó su primer sencillo "unravel". La versión de DVD fue grabado en su tour "TK Acoustic & Electric Tour 2014 "Killing your softly". La canción con el nombre del sencillo fue seleccionada para ser el tema de apertura para el anime Tokyo Ghoul.
El 27 de agosto lanzó su segundo álbum "Fantastic Magic", vino en dos versiones, la versión de DVD viene con los videos musicales de las canciones: haze, contrast, unravel y Fantastic Magic.
Chara hizo una colaboración con TK para la canción Shinkiro. La canción con el mismo nombre del álbum fue seleccionada para ser el décimo quinto tema de cierre del anime Ninja Slayer From Animation. El 2 de marzo de 2016 lanzó su segundo miniálbum "Secret Sensation", vino en dos versiones, la versión de DVD contó con los videos musicales de Secret Sensation y like there is is tomorrow.
El 7 de septiembre lanzó su segundo sencillo "Signal", vino en dos versiones de CD. La canción con el mismo nombre del sencillo fue seleccionada para ser el tema de apertura para el anime 91 Days
El 28 de septiembre lanzó su tercer álbum "white noise". La versión de DVD y Blu-ray fueron grabados en el tour TK from Ling Tosite Sigure Tour 2016 "Secret Sensation"
El 21 de noviembre de 2018, lanzó su tercer sencillo "katharsis", vino en dos versiones:
El 6 de marzo de 2019, lanzó su cuarto sencillo "P.S. RED I". La canción con el mismo del sencillo fue el tema principal de la película Spider-Man Un nuevo universo.TK y Salyu hicieron una colaboración para la canción Moving on
El 2 de octubre lanza su quinto y primer sencillo digital "melt" con la colaboración de suis de la banda Yorushika (ヨルシカ)
A principios de 2020 lanzó Sainou, que incluye nuevos temas y reinventa algunos anteriores.

## Discografía

### Álbumes
| Año  | Información | Puesto en listas |
|      | | Oricon           |
| ---- | --- | ---------------- |
| 2012 | flowering - Lanzamiento: 27 de junio - Discográfica: Sony Music Associated - Formato: CD, CD+DVD, descarga digital. - N.º catálogo: AICL-2390~1 (edición limitada) AICL-2392 (edición regular).                                                              | 14               |
| 2014 | Fantastic Magic - Lanzamiento: 27 de agosto. - Discográfica: Sony Music Associated - Formato: CD, CD+DVD, descarga digital. - N.º catálogo: AICL-2715~6 (edición limitada) AICL-2717 (edición regular).                                                      | 12               |
| 2016 | white noise - Lanzamiento: 28 de septiembre. - Discográfica: Sony Music Associated - Formato: CD, CD+DVD, CD+BD, descarga digital. - N.º catálogo: AICL-3170～1 (edición limitada CD+BD) AICL-3172～3 (edición limitada CD+DVD) AICL-3174 (edición regular). | 14               |
| 2020 | Sainou - Lanzamiento: 15 de abril. - Discográfica: Sony Music Associated - Formato: CD - N.º catálogo: | 7                |

### EP
| Título | Información | Puesto en listas |
|        | | Oricon           |
| ------ | --- | ---------------- |
| 2014   | contrast - Lanzamiento: 5 de marzo. - Discográfica: Sony Music Associated - Formato: CD, CD+DVD, descarga digital. - N.º catálogo: AICL-2644~5 (edición limitada) AICL-2646 (edición regular).         | 10               |
| 2016   | Secret Sensation - Lanzamiento: 2 de marzo. - Discográfica: Sony Music Associated - Formato: CD, CD+DVD, descarga digital. - N.º catálogo: AICL-3051~2 (edición limitada) AICL-3053 (edición regular). | 11               |

### Sencillos
| Título | Información | Puesto en listas |
|        | | Oricon           |
| ------ | --- | ---------------- |
| 2014   | unravel - Lanzamiento: 23 de julio. - Discográfica: Sony Music Associated - Formato: CD, CD+DVD, descarga digital. - N.º catálogo: AICL-2704~5 (edición limitada CD+DVD) AICL-2707 (edición limitada CD) AICL-2706 (edición regular). | 9                |
| 2016   | Signal - Lanzamiento: 7 de septiembre. - Discográfica: Sony Music Associated - Formato: CD, CD+DVD, descarga digital. - N.º catálogo: AICL-3152 (edición regular) AICL-3153 (edición limitada).                                       | 18               |
| 2018   | katharsis - Lanzamiento: 21 de noviembre. - Discográfica: Sony Music Associated - Formato: CD, descarga digital. - N.º catálogo: AICL-3604～5 (edición limitada 2CD) . AICL-3606 (edición regular CD).                                | 21               |
| 2019   | P.S. RED I - Lanzamiento: 6 de marzo - Discográfica: Sony Music Associated - Formato: CD, CD+DVD, descarga digital. - N.º catálogo: AICL-3663～4 (edición limitada CD+DVD). AICL-3665 (edición regular CD).                           | 25               |
| 2019   | melt - Lanzamiento : 2 de octubre - Discográfica : Sony Music Associated - Formato : Digital | -                |

### Álbumes en video
| Título | Información | Puesto en listas |
|        | | Oricon           |
| ------ | --- | ---------------- |
| 2011   | film a moment - Lanzamiento: 27 de abril. - Discográfica: Sony Music Associated - Formato: DVD - N.º catálogo: AIBL-9214 | 20               |

### Videos musicales
| Año  | Título                 | Director      |
| ---- | ---------------------- | ------------- |
| 2011 | film a moment          |               |
| 2011 | White Silence          |               |
| 2014 | haze                   | Shuichi Banba |
| 2014 | contrast               | Shuichi Banba |
| 2014 | unravel                | Shuichi Banba |
| 2014 | Fantastic Magic        | Shuichi Banba |
| 2016 | Secret Sensation       | Shuichi Tan   |
| 2016 | like there is tomorrow | Shuichi Tan   |
| 2016 | Signal                 | Shuichi Tan   |
| 2016 | Wonder Palette         |               |
| 2018 | katharsis              |               |
| 2019 | P.S. RED I             |               |
| 2019 | melt                   |               |

### Producción
| Fecha                    | Disco                            | Artista                 | Canción                                                |
| ------------------------ | -------------------------------- | ----------------------- | ------------------------------------------------------ |
| 5 de junio de 2013       | Joy!!                            | SMAP                    | Tenohira no Sekai (掌の世界) (letra y composición)     |
| 12 de junio de 2013      | SINCE2                           | Spangle call Lilli line | nano - TK kaleidoscope Remix (Remix)                   |
| 30 de abril de 2014      | INMORTALIS                       | sukekiyo                | zephyr (Remix)                                         |
| 25 de junio de 2014      | Miru iro no hoshi (みるいろの星) | Asako Nasu (南壽あさ子) | Miru iro no hoshi (みるいろの星) (productor de sonido) |
| 2 de marzo de 2016       | Itadaki Mono (頂き物)            | Yuko Ando (安藤裕子)    | Last Eye (composición)                                 |
| 21 de septiembre de 2016 | daydream                         | Aimer                   | Kowairo (声色) us (letra, composición y arreglos).     |

## Anime
| Canción               | Anime                                        | Año  |
| --------------------- | -------------------------------------------- | ---- |
| «Unravel»             | Tokyo Ghoul (tema de apertura)               | 2014 |
| «Fantastic Magic»     | Ninja Slayer From Animation (tema de cierre) | 2014 |
| «Signal»              | 91 Days (tema de apertura)                   | 2016 |
| «Katharsis»           | Tokyo Ghoul:re (tema de apertura)            | 2018 |
| «Chou no Tobu Suisou» | Pet (tema de apertura)                       | 2020 |
| «First Death»         | Chainsaw man (tema de cierre)                | 2022 |
| «Tagatame»            | My Hero Academia (tema de apertura)          | 2024 |

## Película
| Canción      | Película                      | Año  |
| ------------ | ----------------------------- | ---- |
| «P.S. RED I» | Spider-Man: Un nuevo universo | 2018 |

## Tours
| Año  | Título                                                            |
| ---- | ----------------------------------------------------------------- |
| 2014 | TK Acoustic & Electric TOUR 2014 "Killing you softly"             |
| 2014 | TK from Ling Tosite Sigure TOUR 2014 "contrast"                   |
| 2014 | TK from Ling Tosite Sigure TOUR 2014 "Fantastic Color Collection" |
| 2016 | TK from Ling Tosite Sigure TOUR 2016 "Secret Sensation"           |
| 2016 | TK from Ling Tosite Sigure TOUR 2016 "Signal to Noise             |
| 2017 | "Acoustique Electrick Session"                                    |
| 2019 | TK from Ling Tosite Sigure katharsis Tour 2019 in Asia            |

## Enlaces
- Sitio web oficial
- Sitio web oficial de Ling Tosite Sigure
- Youtube de Ling Tosite Sigure
- Facebook
- Twitter
- Itunes
- Spotify

- Datos: Q17129382